# Jerònima Muntanyola

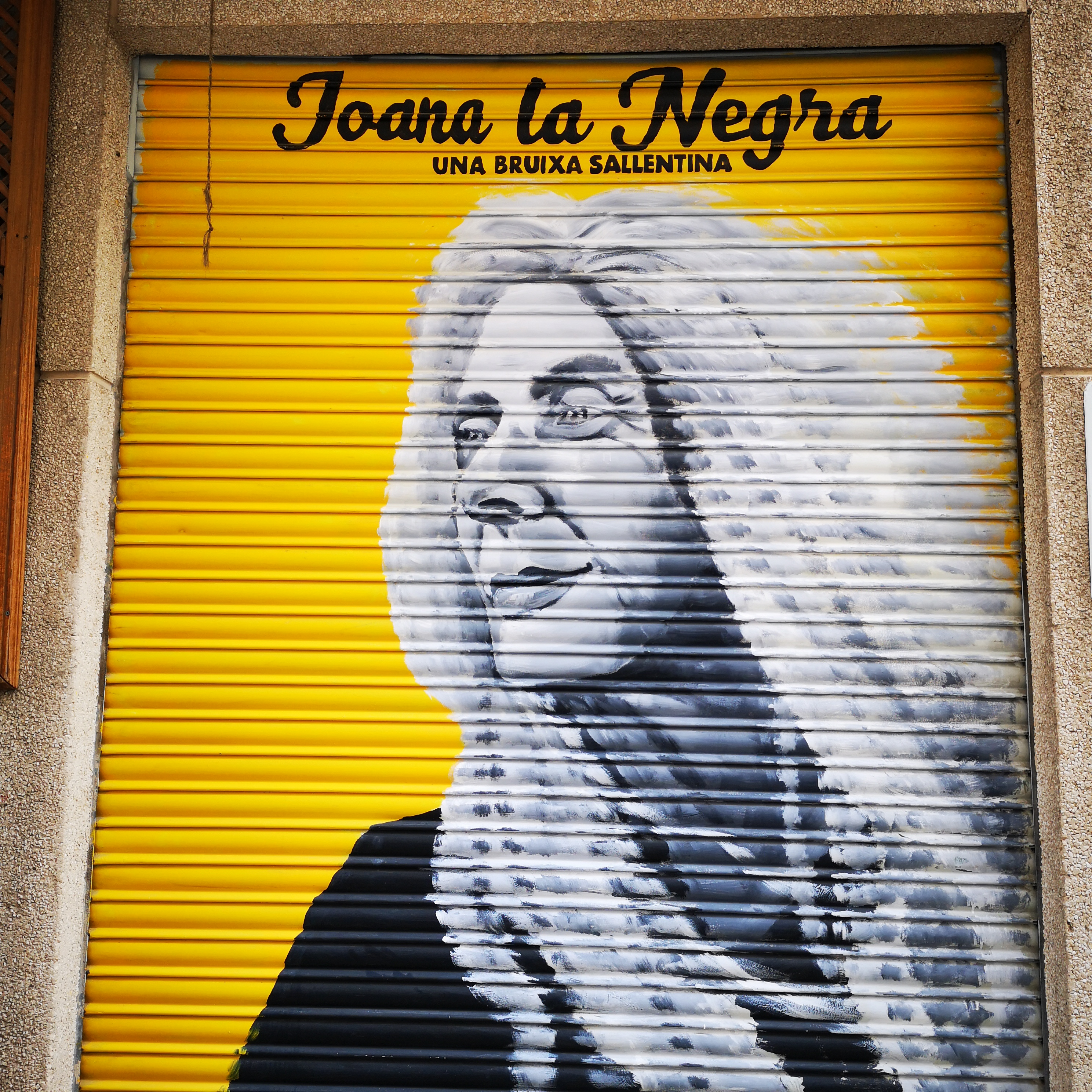
Joana la negra

Jerònima Muntanyola, död 1618, känd under smeknamnet Joana la Negra, var en spansk naturläkare som avrättades för häxeri. 
Hon var dotter till en klok gumma, som lärde upp henne i samma yrke. Hon gifte sig med Joanot Fumanya och bosatte sig i Puigcordellat i Lluçà. Hon lärde upp sin svärdotter Felipa Esperança Gallifa till klok gumma. Hon dömdes första gången 1580 till förvisning för häxkonst. Hon blev änka och flyttade till Sallent, där hon gifte sig med Joan Pons, en daglönare. 
Under tiden 1615–1630 pågick en stor häxjakt som orsakade en rad häxprocesser runtom i Katalonien efter en torka och regn som orsakat dåliga skördar och sjukdomar, vilket gjorde att många kvinnor, ofta gamla änkor, åtalades som syndabockar. Jerònima Muntanyola greps och åtalades för häxeri i Sallent den 30 oktober 1618. Hon anklagades för att orsaka och bota struma hos specifika människor, döda boskap i grannskapet, mörda två flickor, orsaka hagelstormar och ha samlag med djävulen. Efter tortyren medgav hon de påstådda brott som hon anklagades för, och motiverade dem som personliga hämnd. Hon förklarade hur hon hade blivit invigd i "häxkonsten", hon bekräftade att hon kände till droger med hallucinogena egenskaper och berättade om möten med djävulen. Rättegången sköttes av den sekulära domstolen, inte inkvisitionen. Hon avrättades genom hängning. Häxjakten i Katalonien avtog efter häxprocessen i Viladrau 1622, då inkvisitionen, de kungliga myndigheterna och det kungliga hovet ingrep för att stoppa de sekulära domstolarnas häxjakt. 
Joana la Negra har en gata i Sallent uppkallad efter sig. En skulptur, en väggmålning, och en bok har gjorts av och om henne. 